# Nekrolog September 2004
Nekrolog
◄◄
| ◄
| 2000
| 2001
| 2002
| 2003
| 2004 | 2005 | 2006 | 2007 | 2008 | ► | ►►
Januar |
Februar |
März |
April |
Mai |
Juni |
Juli |
August |
September |
Oktober |
November |
Dezember 2004
Weitere Ereignisse | Allgemeiner Nekrolog 2004
Die Beschreibung der verstorbenen Person sollte so kurz wie möglich gehalten sein und nur deren signifikante Tätigkeit(en) enthalten.
Neue Namen ggf. auch unter dem Geburts- und Sterbedatum, also etwa unter 1. Januar und im Geburts- und Sterbejahr (2024) eintragen (nur bei entsprechender großer Wichtigkeit). Für Beispiele siehe die schon vorhandenen Artikel.
Außerdem über die fünf zuletzt Verstorbenen, zu denen es einen ausreichend guten Artikel für eine Präsentation auf der Hauptseite gibt, nach der todesbedingten Überarbeitung der Artikel ggf. auch unter Wikipedia Diskussion:Hauptseite informieren und sie am besten auch in den anderen Wikipedia-Sprachversionen eintragen. Tipp: Regelmäßig bei news.google.de nach „ist tot“, „gestorben“ oder „verstorben“ suchen.
Wenn eine Person gestorben ist, gibt es viele Seiten zu dieser Person in der Wikipedia, die davon auch betroffen sind und entsprechend aktualisiert werden müssen. Beispiele: Namenübersichtsseite, Geburtsjahr, Geburtsort-Seiten und viele mehr.
Wie finde ich die betroffenen Seiten?
Im Suchfeld auf der linken Seite gibt man den Suchbegriff so ein: „Vorname Nachname“. Dann klickt man auf Volltext und alle Seiten mit entsprechendem Suchtext werden aufgerufen. Hier sieht man dann schnell, wo auch das Todesjahr Sinn macht oder sogar ein Teil des Artikels angepasst werden muss. Auch hilft das „Werkzeug“ auf der linken Seite sehr gut, um solche Seiten aufzufinden: „Links auf diese Seite“. Somit ist die Wikipedia wieder aktuell in allen Bereichen! Hinweis: bei Eintragung der Kategorie „Gestorben JAHR“ wird der Missbrauchsfilter 49 ausgelöst, was jedoch nicht schlimm ist. Siehe: Spezial:Missbrauchsfilter/49
Dies ist eine Liste von im September 2004 verstorbenen bekannten Persönlichkeiten. Die Einträge erfolgen innerhalb der einzelnen Daten alphabetisch sortiert. Tiere sind im Nekrolog für Tiere zu finden.

## September
| Tag           | Name                                     | Beruf, bekannt als                                                                                              | Alter | Beleg |
| ------------- | ---------------------------------------- | --- | ----- | ----- |
| 1. September  | Wolfgang Benzino                         | deutscher Marineoffizier, stellvertretender Befehlshaber des NATO-Kommandos BALTAP                              | 83    |       |
| 1. September  | André Caquot                             | französischer Orientalist                                                                                       | 81    |       |
| 1. September  | Gerhard Derbitz                          | deutscher Lehrer und Schriftsteller                                                                             | 79    |       |
| 1. September  | Kenneth Keith, Baron Keith of Castleacre | britischer Manager und Banker                                                                                   | 88    |       |
| 1. September  | Ahmad Kuftaru                            | syrischer Großmufti                                                                                             |       |       |
| 1. September  | Jack McPhillips                          | australischer Gewerkschafter, Parteivorsitzender der Communist Party of Australia                               |       |       |
| 1. September  | Raful Neal                               | US-amerikanischer Bluesharmonikaspieler und -sänger                                                             | 68    |       |
| 1. September  | Gordon Parry, Baron Parry                | britischer Lehrer, Politiker, Peer und Funktionär                                                               | 78    |       |
| 1. September  | Werner Schramm                           | deutscher evangelischer Theologe                                                                                | 71    |       |
| 2. September  | Alain Claessens                          | französischer Schauspieler                                                                                      |       |       |
| 2. September  | Kieth Engen                              | US-amerikanischer Opernsänger (Bass)                                                                            | 79    |       |
| 2. September  | Bob Evans                                | US-amerikanischer Computeringenieur                                                                             | 77    |       |
| 2. September  | Elisabeth Kallina                        | österreichische Theaterschauspielerin                                                                           | 94    |       |
| 2. September  | Wilhelm Koch-Hooge                       | deutscher Schauspieler                                                                                          | 88    |       |
| 2. September  | Donald Leslie                            | US-amerikanischer Erfinder                                                                                      | 93    |       |
| 2. September  | Paul John O’Byrne                        | kanadischer Geistlicher, katholischer Bischof                                                                   | 81    |       |
| 2. September  | Angelo Paravisi                          | italienischer Geistlicher, katholischer Bischof                                                                 | 73    |       |
| 2. September  | Paul Shmyr                               | kanadischer Eishockeyspieler                                                                                    | 58    |       |
| 2. September  | Rudolf Wurzer                            | österreichischer Architekt und Raumplaner                                                                       | 84    |       |
| 3. September  | Peter Ahrweiler                          | deutscher Schauspieler und Theaterdirektor                                                                      | 89    |       |
| 3. September  | Archer Blood                             | US-amerikanischer Diplomat                                                                                      | 81    |       |
| 3. September  | Sebastian Herkommer                      | deutscher Sozial- und Wirtschaftswissenschaftler                                                                | 71    |       |
| 3. September  | Manfred Kittlaus                         | deutscher Polizist, Leiter der Zentralen Ermittlungsstelle für Regierungs- und Vereinigungskriminalität (ZERV)  | 66    |       |
| 3. September  | Krzysztof Janusz Paczuski                | polnischer Lyriker                                                                                              | 48    |       |
| 3. September  | Alexander Sima                           | österreichischer Semitist                                                                                       | 34    |       |
| 3. September  | Hugo Staudinger                          | deutscher Historiker                                                                                            | 83    |       |
| 3. September  | André Stil                               | französischer Schriftsteller                                                                                    | 83    |       |
| 4. September  | George Baird                             | US-amerikanischer Sprinter und Olympiasieger                                                                    | 97    |       |
| 4. September  | Samira Bellil                            | algerisch-französische Feministin, Aktivistin und Autorin                                                       | 31    |       |
| 4. September  | Heinrich Böx                             | deutscher Politiker (CDU), Botschafter                                                                          | 99    |       |
| 4. September  | Walter Campbell                          | australischer Richter, Verwaltungsbeamter und Gouverneur                                                        | 83    |       |
| 4. September  | Alphonso Ford                            | US-amerikanischer Basketballspieler                                                                             | 32    |       |
| 4. September  | Richard Hey                              | deutscher Kriminalschriftsteller und Hörspielautor                                                              | 78    |       |
| 4. September  | Iizuka Shōkansai                         | japanischer Kunsthandwerker und lebender Nationalschatz                                                         | 85    |       |
| 4. September  | Wanda Kuchwalek                          | österreichische Zuhälterin                                                                                      | 57    |       |
| 4. September  | Serge Marquand                           | französischer Schauspieler und Filmproduzent                                                                    | 74    |       |
| 4. September  | Moe Norman                               | kanadischer Profigolfer                                                                                         | 75    |       |
| 4. September  | James O. Page                            | US-amerikanischer Feuerwehrmann und Rechtsanwalt, anerkannte Persönlichkeit des US-amerikanischen Rettungsdi... | 68    |       |
| 4. September  | Wallace S. Pitcher                       | britischer Geologe und Petrograph                                                                               | 85    |       |
| 4. September  | Gerhard Trubel                           | deutscher Kirchenmusiker und Komponist                                                                          | 87    |       |
| 5. September  | Hellmuth Hauser                          | deutscher Offizier, zuletzt Generalleutnant der Luftwaffe                                                       | 88    |       |
| 5. September  | Pedro Listur                             | uruguayischer Leichtathlet                                                                                      | 82    |       |
| 5. September  | Cal Marvin                               | US-amerikanischer Eishockeyspieler, -trainer und -manager                                                       | 80    |       |
| 5. September  | Waldemar Murjahn                         | deutscher Unternehmer und evangelikaler Pionier der Medienmission                                               | 81    |       |
| 5. September  | Egon Reuer                               | österreichischer Anthropologe und Hochschullehrer                                                               | 78    |       |
| 6. September  | Antonio Corpora                          | italienischer Maler                                                                                             | 95    |       |
| 6. September  | Hans Knapp                               | österreichischer Mathematiker und Universitätsprofessor                                                         | 69    |       |
| 7. September  | Roland Dupont                            | US-amerikanischer Posaunist                                                                                     | 95    |       |
| 7. September  | Kirk Fordice                             | US-amerikanischer Politiker                                                                                     | 70    |       |
| 7. September  | Eberhard Gwinner                         | deutscher Ornithologe und Verhaltensforscher                                                                    | 65    |       |
| 7. September  | Heinz Kimmel                             | deutscher Jugendfunktionär (FDJ) und Politiker (SED)                                                            | 76    |       |
| 7. September  | Munir Said Thalib                        | indonesischer Menschenrechts- und Anti-Korruptions-Aktivist                                                     | 38    |       |
| 7. September  | Beyers Naudé                             | weißer südafrikanischer Theologe und Gegner der Apartheid                                                       | 89    |       |
| 7. September  | Siegward Sprotte                         | deutscher Maler                                                                                                 | 91    |       |
| 7. September  | Friedrich Trendelenburg                  | deutscher Pneumologe                                                                                            | 88    |       |
| 8. September  | Delfín Benítez Cáceres                   | paraguayischer Fußballspieler                                                                                   | 93    |       |
| 8. September  | Francis Burt                             | australischer Jurist und Politiker                                                                              | 86    |       |
| 8. September  | Fritha Goodey                            | britische Schauspielerin                                                                                        | 31    |       |
| 8. September  | Raymond Marcellin                        | französischer Politiker (CNTP, CDS)                                                                             | 90    |       |
| 8. September  | Bror Mellberg                            | schwedischer Fußballspieler                                                                                     | 80    |       |
| 8. September  | Dan Spătaru                              | rumänischer Sänger von Unterhaltungsmusik                                                                       | 64    |       |
| 8. September  | Mizukami Tsutomu                         | japanischer Schriftsteller                                                                                      | 85    |       |
| 8. September  | Frank Thomas                             | US-amerikanischer Animator                                                                                      | 92    |       |
| 8. September  | Felix Wachter                            | österreichischer Politiker (ÖVP), Landtagsabgeordneter im Burgenland                                            | 80    |       |
| 8. September  | Cuno Werner                              | deutscher Skilangläufer, Nordischer Kombinierer und Biathlet                                                    | 79    |       |
| 8. September  | James A. Westphal                        | US-amerikanischer Astronom und Geologe                                                                          | 74    |       |
| 9. September  | Ernie Ball                               | US-amerikanischer Musiker und Erfinder                                                                          | 74    |       |
| 9. September  | Caitlin Clarke                           | US-amerikanische Schauspielerin                                                                                 | 52    |       |
| 9. September  | Albin Hänseroth                          | deutscher Opernintendant und Medienwissenschaftler                                                              | 65    |       |
| 9. September  | Irina Nagibina                           | sowjetische bzw. russische Physikerin und Hochschullehrerin                                                     | 83    |       |
| 9. September  | Jean-Daniel Pollet                       | französischer Regisseur und Drehbuchautor                                                                       | 68    |       |
| 9. September  | Peter Rück                               | Schweizer Historiker                                                                                            | 70    |       |
| 9. September  | Jan de Vroom                             | niederländischer Automobilrennfahrer                                                                            | 76    |       |
| 10. September | Brockman Adams                           | US-amerikanischer Politiker                                                                                     | 77    |       |
| 10. September | Gordon Brisker                           | US-amerikanischer Jazz-Tenorsaxophonist und Flötist sowie Hochschullehrer                                       | 66    |       |
| 10. September | Christof Wehking                         | deutscher Autor                                                                                                 | 80    |       |
| 11. September | Juraj Beneš                              | slowakischer Komponist, Lehrer und Pianist                                                                      | 64    |       |
| 11. September | Blaise Bron                              | Schweizer Gebrauchsgrafiker, Designer, Ausstellungsgestalter, Buchgestalter und Fotograf                        | 85    |       |
| 11. September | Rudolf Dietrich                          | österreichischer Skispringer                                                                                    | 75    |       |
| 11. September | Fred Ebb                                 | US-amerikanischer Liedtexter                                                                                    | 76    |       |
| 11. September | Hans-Günter Eckerth                      | deutscher Lehrer und Kommunalpolitiker                                                                          | 78    |       |
| 11. September | Rudolf Hansen                            | österreichischer Jazzmusiker und Hochschullehrer                                                                | 80    |       |
| 11. September | David Mann                               | US-amerikanischer Maler von Motorrad-Bildern                                                                    | 64    |       |
| 11. September | Csaba Meleghegyi                         | ungarischer Schachspieler                                                                                       | 62    |       |
| 11. September | Petros VII.                              | orthodoxer Patriarch von Alexandrien                                                                            | 55    |       |
| 11. September | Hans-Eberhard Piepho                     | deutscher Didaktiker der englischen Sprache und Literatur, Hochschullehrer                                      | 75    |       |
| 11. September | Thomas Ziegler                           | deutscher Science-Fiction-Schriftsteller                                                                        | 47    |       |
| 12. September | Max Abramovitz                           | US-amerikanischer Architekt                                                                                     | 96    |       |
| 12. September | Ahmed Dini Ahmed                         | dschibutischer Politiker                                                                                        |       |       |
| 12. September | Kenny Buttrey                            | US-amerikanischer Schlagzeuger und Studiomusiker                                                                | 59    |       |
| 12. September | Eluf Dalgaard                            | dänischer Radrennfahrer                                                                                         | 75    |       |
| 12. September | Kazimieras Vytautas Kryževičius          | litauischer Politiker                                                                                           | 73    |       |
| 12. September | Erich Mirek                              | deutscher Schauspieler                                                                                          | 91    |       |
| 12. September | Fritz Prechtl                            | österreichischer Beamter und Politiker (SPÖ), Abgeordneter zum Nationalrat, Mitglied des Bundesrates            | 80    |       |
| 12. September | Jack Turner                              | US-amerikanischer Rennfahrer                                                                                    | 84    |       |
| 13. September | Daniel Dean                              | US-amerikanischer Leichtathlet                                                                                  | 95    |       |
| 13. September | Im Sang-jo                               | südkoreanischer Radrennfahrer                                                                                   | 74    |       |
| 13. September | Ottokar Israel                           | deutscher Historiker, Archivar und Genealoge                                                                    | 85    |       |
| 13. September | Luis E. Miramontes                       | mexikanischer Chemiker                                                                                          | 79    |       |
| 13. September | Weldon Rogers                            | US-amerikanischer Country- und Rockabilly-Musiker sowie Produzent                                               | 76    |       |
| 13. September | Hans Seper                               | österreichischer Technikhistoriker                                                                              | 79    |       |
| 13. September | Erwin Weiss                              | österreichischer Komponist                                                                                      | 91    |       |
| 14. September | Fernando Campos                          | chilenischer Fußballspieler                                                                                     | 80    |       |
| 14. September | Dakar                                    | peruanischer Ringer und Schauspieler                                                                            | 83    |       |
| 14. September | Richard Austin Pierce                    | US-amerikanischer Geschichtswissenschaftler, Autor und Herausgeber                                              | 86    |       |
| 14. September | Giuni Russo                              | italienische Sängerin und Liedermacherin                                                                        | 53    |       |
| 14. September | John Seymour                             | britischer Autor                                                                                                | 90    |       |
| 14. September | Jean Sirinelli                           | französischer Altphilologe (Gräzist)                                                                            | 83    |       |
| 14. September | Agostino Sottili                         | italienischer Romanist                                                                                          | 65    |       |
| 14. September | Ove Sprogøe                              | dänischer Schauspieler                                                                                          | 84    |       |
| 14. September | Mamoru Takuma                            | japanischer Massenmörder                                                                                        | 39    |       |
| 14. September | Otto Westphal                            | deutscher Chemiker und Immunologe                                                                               | 91    |       |
| 15. September | Peter Bejach                             | deutscher Hörspiel-, Fernseh- und Theater-Autor und -Regisseur                                                  | ≈88   |       |
| 15. September | Hugo Borger                              | deutscher Mittelalterarchäologe und Hochschullehrer                                                             | 78    |       |
| 15. September | Donald G. Brotzman                       | US-amerikanischer Politiker                                                                                     | 82    |       |
| 15. September | Swen Enderlein                           | deutscher Endurosportler                                                                                        | 26    |       |
| 15. September | Gerhard Frasz                            | österreichischer Politiker (SPÖ), Landtagsabgeordneter und Bundesrat                                            | 65    |       |
| 15. September | Johnny Ramone                            | US-amerikanischer Gitarrist und Gründungsmitglied der Ramones                                                   | 55    |       |
| 15. September | Daouda Malam Wanké                       | nigrischer Offizier und Staatschef von Niger                                                                    |       |       |
| 16. September | Izora Armstead                           | US-amerikanische Sängerin                                                                                       | 62    |       |
| 16. September | Jesus Castro Galang                      | philippinischer Geistlicher, katholischer Bischof                                                               | 71    |       |
| 16. September | Leonas Lešinskas                         | litauischer Geistlicher und Hochschullehrer                                                                     | 80    |       |
| 16. September | Livio Maitan                             | italienischer Trotzkist                                                                                         | 81    |       |
| 16. September | Dolly Rathebe                            | südafrikanische Jazz- und Blues-Sängerin und Schauspielerin                                                     | 76    |       |
| 16. September | Paschasius Hermann Rettler               | deutscher Geistlicher, Bischof von Bacabal                                                                      | 89    |       |
| 16. September | Joachim Scholz                           | deutscher Maler und Grafiker                                                                                    | 70    |       |
| 17. September | John Armellino                           | US-amerikanischer Soldat und Politiker                                                                          | 83    |       |
| 17. September | Bert Breit                               | österreichischer Komponist, Journalist, Filmemacher und Zeichner                                                | 77    |       |
| 17. September | Ignatius John Doggett                    | australischer Ordensgeistlicher, katholischer Missionsbischof                                                   | 96    |       |
| 17. September | Gerhard Eißner                           | deutscher Veterinärmediziner                                                                                    | 92    |       |
| 17. September | Heinz Frehsee                            | deutscher Politiker (SPD), MdB, MdEP                                                                            | 88    |       |
| 17. September | Gretel Gemmert                           | deutsche Bildhauerin                                                                                            | 81    |       |
| 17. September | Harnam Singh Rawail                      | indischer Filmregisseur, Drehbuchautor und Filmproduzent                                                        | 83    |       |
| 17. September | Ingeborg Retzlaff                        | deutsche Frauenärztin, Psychotherapeutin und ärztliche Standespolitikerin                                       | 75    |       |
| 17. September | Abu Anas asch-Schami                     | irakischer Terrorist                                                                                            |       |       |
| 18. September | Hans Büttner                             | deutscher Politiker (SPD), MdB                                                                                  | 59    |       |
| 18. September | Norman Cantor                            | kanadisch-US-amerikanischer Historiker                                                                          | 74    |       |
| 18. September | Margret Knoop-Schellbach                 | deutsche Malerin                                                                                                | 90    |       |
| 18. September | Russ Meyer                               | US-amerikanischer Regisseur, Drehbuchautor, Produzent                                                           | 82    |       |
| 18. September | Klara Michailowna Rumjanowa              | sowjetische und russische Sängerin und Filmschauspielerin                                                       | 74    |       |
| 19. September | Eddie Adams                              | US-amerikanischer Fotojournalist                                                                                | 71    |       |
| 19. September | Skeeter Davis                            | US-amerikanische Sängerin                                                                                       | 72    |       |
| 19. September | Karl Hörmann                             | österreichischer katholischer Theologe                                                                          | 89    |       |
| 19. September | Waldren Joseph                           | US-amerikanischer Jazzposaunist                                                                                 | 86    |       |
| 19. September | Robert Lawrence                          | kanadischer Filmeditor                                                                                          | 90    |       |
| 19. September | Ruth Deutsch Lechuga                     | mexikanische Ärztin, Anthropologin und Fotografin                                                               | 84    |       |
| 19. September | Manfred Müller                           | deutscher Journalist und Rundfunkdirektor                                                                       | 64    |       |
| 19. September | Horst Romes                              | deutscher Fußballspieler                                                                                        | 60    |       |
| 19. September | Elisa Springer                           | österreichisch-italienische Holocaustüberlebende                                                                | 86    |       |
| 19. September | Lill Tschudi                             | Schweizer Künstlerin                                                                                            | 93    |       |
| 20. September | Horst Baeseler                           | deutscher Architekt und Landschaftsplaner                                                                       | 74    |       |
| 20. September | Raymond Borde                            | französischer Filmkritiker                                                                                      | 84    |       |
| 20. September | Luigi Bühler                             | Schweizer Schachkomponist                                                                                       | 83    |       |
| 20. September | Brian Clough                             | englischer Fußballspieler und -trainer                                                                          | 69    |       |
| 20. September | Noel Currer-Briggs                       | britischer Codeknacker während des Zweiten Weltkriegs                                                           | 84    |       |
| 20. September | Hermann Götting                          | deutscher Sammler                                                                                               | 65    |       |
| 20. September | Günter Ilgner                            | deutscher Musikverleger                                                                                         | 78    |       |
| 20. September | László Lahos                             | ungarischer Fußballspieler                                                                                      | 71    |       |
| 20. September | Erika Petrick                            | deutsche Schauspielerin                                                                                         | 85    |       |
| 20. September | Nordin ben Salah                         | niederländischer Box-Weltmeister                                                                                | 32    |       |
| 20. September | Kuno Steuben                             | deutscher Abenteurer und Autor                                                                                  |       |       |
| 21. September | Heiko Kurth                              | deutscher Fußballspieler                                                                                        | 66    |       |
| 21. September | Gordon de Quetteville Robin              | australischer Glaziologe und Polarforscher                                                                      | 83    |       |
| 22. September | Winston Cenac                            | lucianischer Politiker, Premierminister von Saint Lucia                                                         | 79    |       |
| 22. September | Friedhart Klix                           | deutscher Psychologe                                                                                            | 76    |       |
| 22. September | Paul de Roubaix                          | belgischer Filmproduzent und -regisseur                                                                         | 90    |       |
| 22. September | Pete Schoening                           | US-amerikanischer Bergsteiger                                                                                   | 77    |       |
| 22. September | Ray Traylor                              | US-amerikanischer Wrestler                                                                                      | 42    |       |
| 22. September | Alex Wayman                              | US-amerikanischer Tibetologe und Indologe                                                                       | 83    |       |
| 23. September | Bryce DeWitt                             | US-amerikanischer theoretischer Physiker                                                                        | 81    |       |
| 23. September | Lucille Dixon                            | US-amerikanische Musikerin                                                                                      | 81    |       |
| 23. September | Roy Drusky                               | US-amerikanischer Country-Sänger und Songwriter                                                                 | 74    |       |
| 23. September | André Hazes                              | niederländischer Sänger                                                                                         | 53    |       |
| 23. September | Dominic Montserrat                       | britischer Ägyptologe und Papyrologe                                                                            | 40    |       |
| 23. September | Nigel Nicolson                           | britischer Autor, Verleger und Politiker, Mitglied des House of Commons                                         | 87    |       |
| 23. September | Johann Scherz                            | österreichischer Billardspieler                                                                                 | 72    |       |
| 23. September | Johnny Simmen                            | Schweizer Jazzautor und Musikproduzent                                                                          | 86    |       |
| 23. September | Dido Sotiriou                            | griechische Schriftstellerin                                                                                    | 95    |       |
| 24. September | Alvaro Barros-Lemez                      | uruguayischer Journalist, Essayist, Dozent und Verleger                                                         | 58    |       |
| 24. September | Tim Choate                               | US-amerikanischer Schauspieler                                                                                  | 49    |       |
| 24. September | Teruo Hayashi                            | japanischer Karate-Meister                                                                                      | 79    |       |
| 24. September | Raja Ramanna                             | indischer Physiker, Motor des indischen Atomwaffenprogrammes                                                    | 79    |       |
| 24. September | Françoise Sagan                          | französische Schriftstellerin                                                                                   | 69    |       |
| 24. September | Raymond Siever                           | US-amerikanischer Geologe                                                                                       | 81    |       |
| 25. September | Nils Andrén                              | schwedischer Politikwissenschaftler und Hochschullehrer                                                         | 86    |       |
| 25. September | Claude Nigel Byam Davies                 | britischer Ethnologe und Altamerikanist                                                                         | 84    |       |
| 25. September | Marvin Davis                             | US-amerikanischer Multimilliardär                                                                               | 79    |       |
| 25. September | Alain Glavieux                           | französischer Informatiker                                                                                      | 55    |       |
| 25. September | Heinz Günther Guderian                   | deutscher Offizier                                                                                              | 90    |       |
| 25. September | Bernd Hamer                              | deutscher Politiker (CDU), MdL                                                                                  | 65    |       |
| 25. September | Giorgio Moser                            | italienischer Dokumentarfilmer, Filmregisseur und Drehbuchautor                                                 | 80    |       |
| 25. September | Walter Tlach                             | evangelischer Pfarrer und Studienleiter                                                                         | 91    |       |
| 26. September | Amjad Farooqi                            | pakistanischer Terrorist                                                                                        |       |       |
| 26. September | Einar Førde                              | norwegischer sozialdemokratischer Politiker, Mitglied des Storting und Journalist                               | 61    |       |
| 26. September | Jürgen Oelschläger                       | deutscher Motorradrennfahrer                                                                                    | 34    |       |
| 26. September | Otto Röhm                                | deutscher Unternehmer                                                                                           | 92    |       |
| 27. September | Dick Stenberg                            | schwedischer Generalleutnant                                                                                    | 83    |       |
| 27. September | Harry de Groot                           | niederländischer Komponist                                                                                      | 83    |       |
| 27. September | Shobha Gurtu                             | indische Sängerin                                                                                               | 79    |       |
| 27. September | Pieter Jan Leeuwerink                    | niederländischer Volleyballspieler                                                                              | 42    |       |
| 27. September | Pamina Liebert-Mahrenholz                | deutsch-englische Bildhauerin und Malerin                                                                       | 100   |       |
| 27. September | Wolfgang von Löhneysen                   | deutscher Kunsthistoriker                                                                                       | 87    |       |
| 27. September | John E. Mack                             | US-amerikanischer Psychiater                                                                                    | 74    |       |
| 27. September | Tsai Wan-lin                             | taiwanischer Unternehmer                                                                                        | 79    |       |
| 28. September | Thea Altaras                             | deutsche Architektin                                                                                            | 80    |       |
| 28. September | Mulk Raj Anand                           | indischer Roman- und Kurzgeschichtenautor sowie Kunstkritiker                                                   | 98    |       |
| 28. September | Liviu Comes                              | rumänischer Komponist                                                                                           | 85    |       |
| 28. September | Christl Cranz                            | deutsche Skirennläuferin                                                                                        | 90    |       |
| 28. September | Fannyann Eddy                            | sierra-leonische Menschenrechtsaktivistin                                                                       |       |       |
| 28. September | Joachim Escher                           | deutscher Kriegsdienstverweigerer                                                                               | 88    |       |
| 28. September | Werner Goldberg                          | deutsch-jüdischer Soldat der Wehrmacht, Politiker (CDU)                                                         | 85    |       |
| 28. September | Willis Hawkins                           | US-amerikanischer Ingenieur                                                                                     | 90    |       |
| 28. September | Gottfried Lenk                           | deutscher Fußballspieler                                                                                        | 83    |       |
| 28. September | Jacobus van Lint                         | niederländischer Mathematiker                                                                                   | 72    |       |
| 28. September | Anna-Lülja Praun                         | österreichische Architektin und Designerin                                                                      | 98    |       |
| 28. September | Wiktor Sergejewitsch Rosow               | russischer Dramatiker                                                                                           | 91    |       |
| 29. September | Ernst van der Beugel                     | niederländischer Diplomat, Politiker und Hochschullehrer                                                        | 86    |       |
| 29. September | Alberto Camenzind                        | Schweizer Architekt und Professor an der ETH Zürich                                                             | 90    |       |
| 29. September | Ewald Gaul                               | deutscher Autor, Umweltschützer und Politiker (ödp)                                                             | 85    |       |
| 29. September | August Lang                              | deutscher Politiker (CSU), MdL                                                                                  | 75    |       |
| 29. September | František Pavlíček                       | tschechischer Dramaturg und Drehbuchautor                                                                       | 80    |       |
| 29. September | Christer Pettersson                      | schwedischer Hauptverdächtiger der Ermordung des schwedischen Ministerpräsidenten Olof Palme                    | 57    |       |
| 29. September | Theophil Rothenberg                      | deutscher evangelischer Kirchenmusiker und Herausgeber                                                          | 92    |       |
| 29. September | Richard Sainct                           | französischer Motorradrennfahrer                                                                                | 34    |       |
| 29. September | Ernst Seiltgen                           | deutscher Schauspieler, Theaterregisseur und Theaterintendant                                                   | 76    |       |
| 29. September | Thure von Uexküll                        | deutscher Mediziner, Mitbegründer der psychosomatischen Medizin                                                 | 96    |       |
| 29. September | Heinz Wallberg                           | deutscher Dirigent                                                                                              | 81    |       |
| 29. September | Antje Weisgerber                         | deutsche Schauspielerin                                                                                         | 82    |       |
| 29. September | Johann Wimmer                            | deutscher Politiker (CSU), MdL                                                                                  | 83    |       |
| 30. September | Alexander Arnz                           | deutscher Fernsehregisseur                                                                                      | 72    |       |
| 30. September | Hércules Azcune                          | uruguayischer Leichtathlet                                                                                      | 76    |       |
| 30. September | William G. Cambridge                     | US-amerikanischer Jurist                                                                                        | 72    |       |
| 30. September | Hella Lendl                              | österreichische Politikerin (SPÖ), Landtagsabgeordnete, Hausfrau                                                | 99    |       |
| 30. September | Jacques Levy                             | US-amerikanischer Liedermacher, Theaterregisseur und Psychologe                                                 | 69    |       |
| 30. September | Mathias Matthies                         | deutscher Filmarchitekt und Szenenbildner beim Fernsehen                                                        | 93    |       |
| 30. September | Ina Peters                               | österreichische Bühnen- und Filmschauspielerin                                                                  | 75    |       |
| 30. September | Michael Relph                            | britischer Filmproduzent                                                                                        | 89    |       |
| 30. September | Kurt Schmischke                          | deutscher Maler, Grafiker und Illustrator                                                                       | 81    |       |
| 30. September | Woldemar Winkler                         | deutscher Maler, Zeichner und Bildhauer                                                                         | 102   |       |
| September     | Heinz Irmscher                           | deutscher Militär, Konteradmiral der Volksmarine der DDR                                                        | 84    |       |